# Светомир Ђукић
Светомир Ђукић (Ражана код Косјерића, 29. мај 1882 — Дуизбург 19. октобар 1960) је отац српског и југословенског олимпизма. Био је председник Српског олимпијског клуба, касније Комитета и потпредседник Југословенског олимпијског комитета и члан Међународног олимпијског комитета, официр војске Краљевине Србије и дивизијски генерал у војсци Краљевине Југославије. За време Другог светског рата био је припадник обавештајне службе Југословенске војске у Отаџбини. Учествовао је у Балканским ратовима, Првом светском рату и Другом светском рату.
Нижу школу Војне академије у Београду је успешно завршио и у чину потпоручника ступио је у војну службу. Завршио је и 15. класу Више школе Војне Академије. Учесник је ратова 1912-1918, а истакао се у одбрани Београда. Прешао је Албанију и учествовао у борбама на Солунском фронту. После 1918. службовао у многим местима у Србији, Хрватској, Босни и Македонији, где је 1940. пензионисан у чину дивизијског генерала. Реактивиран је 27. марта 1941. Од 1942. прикључио се Равногорском покрету, где је био углавном на обавештајним задацима. Био је емисар генерала Драгољуба Михаиловића у преговорима с Антом Павелићем 1945, о повлачењу јединица ЈВуО преко територије тадашње НДХ. Од 1948. живео у емиграцији, у Западној Немачкој. Носилац је седам ордена и медаља за јунаштво и храброст исказану у ратовима за ослобођење Србије, од Куманова до ослобођења 1918. године.
Од ране младости био свестрани спортиста – гимнастичар, тркач, скакач, пливач, веслач, стрелац, јахач, мачевалац и бициклиста. Сматра се оснивачем олимпијског покрета у Србији, јер је први директор Српског олимпијског клуба основаног 23. фебруара 1910. и вођа прве олимпијске делегације Србије на Петим летњим олимпијским играма у Стокхолму 1912. На Конгресу у Стокхолму постао је члан Међународног олимпијског комитета, оставши на тој дужности до 1948, када се својом вољом повукао. На оснивачкој седници Југословенског олимпијског одбора 1919. изабран је за потпредседника, па је био вођа олимпијских тимова Краљевине на играма Анверсу 1920, Паризу 1924, Амстердаму 1928. и Берлину 1936, а један је од иницијатора кандидовања Краљевине Југославије, односно Београда, за домаћина сесије МОК 1938-1939. и 14. летњих олимпијских игара 1948.
Посмртни остаци пренети су из Дуизбурга и положени у гробницу у порти Ражанске цркве 19. децембра 2002.

## Биографија

### Младост и школовање
Рођен је 29. маја 1882. у селу Ражана код Косјерића од оца Светозара и мајке Драгиње. Сестра му је умрла са две године. Са породицом се преселио у Ваљево након што је отац морао да затвори дућан који је држао у селу. Основну школу је завршио у Ваљеву. Гимназију је уписао у Ужицу, где је завршио три разреда када му је 1895. године отац преминуо.
Због лоше финансијске ситуације није могао да настави школовање, па се упутио у Београд, где је био шегрт у трговини и послуживао, након чега је наставио школовање. Захваљујући Ужичанину капетану Остоји, дочекао је да ступи у Војну академију у Београду, 1898. године, као питомац 31. класе. У класи је био са рођеним братом Драге Обреновић, Никодијем Луњевицем, због чега је његова класа годину дана раније произведена у чин потпоручника, 1900. године. Затражио је да га упуте у гарнизон који је био стациониран у Пожеги код Ужица, како би био ближи мајци, након чега је добио прекоманду у Ужице, па после три месеца у Ваљево где је формиран нови, 17. пук, у коме је служио једно време и под командом војводе Живојина Мишића и где су се редовно одржавала спортска такмичења.
Јавно је негодовао Мајски преврат 1903. године због чега је означен као обреновићевац.

### Спорт и Олимпијски комитет
Као кадет на Војној академији, Светомир Ђукић је био истакнути спортиста – стрелац, мачевалац, пливач, тркач, гимнастичар, веслач, скакач и бициклиста. Истицао се и у спортским такмичењима у војсци. Организовао је утакмице пешака, пливача, стрелаца и коњаника. Добијао је награде у пешачким и коњичким тркама. Док је у Ваљеву био под командом војводе Живојина Мишића, Ђукић наводи да је Мишић био спортиста и да је пропагирао спорт, не само у војсци него и шире, као и да је на њега доста утицао да гимнастика постане саставни део његовог живота.
Истинско одушевљење физичким вежбањем и спортом допринело је да се Светомир Ђукић са групом официра и новинара 23. фебруара 1910. окупи у једном од салона београдског хотела „Москва” и оснује Српски олимпијски клуб са циљем „да приређује спортске и витешке утакмице и буди интерес за спорт и витешки дух у народу”. Четири дана касније, на седници на којој је бирана управа Клуба, Ђукић је изабран за директора, а такође је постављен и за вођу прве српске олимпијске секције Краљевине Србије на Петим летњим олимпијским играма које су одржане у Стокхолму 1912. године. После оснивања Српског олимпијског клуба Ђукићево време је пролазило у обављању редовних дужности и у непрестаном организовању разних спортских такмичења. Путовао је од вароши до вароши, оснивао друштва, држао предавања, организовао такмичења или се и сам такмичио. Ђукић је ишао код тадашњег председника Владе, да тражи паре за трошкове за прво српско учествовање на олимпијским играма, што је и постигао убедивши га да ће се на посебном јарболу на олимпијском стадиону вијорити српска застава. Организовали су такмичења не би ли који такмичар испунио норму која му даје право учешћа на Олимпијским играма у Стокхолму. За Ђукића је било важно да се Србија уврсти у дефиле учесника, да се завијори њена застава и да се изговори њено име кад буду наилазили спортисти.
У Стокхолму где је одржан Конгрес Међународни олимпијски комитет је 17. јула 1912. у своје чланство примио Светомира Ђукића и Српски олимпијски клуб, као тек петнаесту његову чланицу, када је он променио име у Српски олимпијски комитет. Ђукић наводи да дугује захвалност војводи Живојину Мишићу, између осталог, што је учланио Краљевину Србију у Међународно олимпијско друштво, као и што је он примљен за члана МОК-а. Српска такмичарска олимпијска екипа свела се на два члана: Душана Милошевића, тркача на 100 метара и Драгутина Томашевића, маратонца. У Стокхолму, квалификациона група Душана Милошевића стартовала је 23. јула 1912. године и Милошевић је стигао трећи, иако је имао тровање храном због чега је морао да остане у стокхолмској болници неколико недеља. Такмичари у маратону стартовали су у овој најдужој трци 1. јула 1912. године. На старту се нашло 62 такмичара и Драгутиновић је на циљ стигао 36. постигавши време од два часа и 47 минута.

„Када сам у Паризу 1894. предложио обнављање Олимпијских игара, које ће временом прерасти у глобални спортски спектакл физичког и моралног витештва, рачунао сам на упорне борце за своју идеју, какав је и Србин Светомир Ђукић. Није битно што су Срби за Олимпијске игре у Стокхолму припремили само два своја најбоља тркача. Битно је да су, захваљујући људима какав је и генерал Светомир Ђукић, прихватили Олимпијске игре као културну смотру мирољубивих народа… ”

Пјер де Кубертен о учешћу Краљевине Србије на Петим летњим олимпијским играма
Те игре била су права изложба лепоте, снаге, младости целог света. Током дана омладина се борила оштро, с крајњим напрезањем, а увече су седели једни уз друге, упознавали се, причали једни другима о својим земљама и заволели се. Били су занимљиви једни другима због особености различитих народа и обичаја, а били су блиски по истом циљу: бољем, здравијем и куражнијем човечанству… Спорт није само у телесном напрезању, него и у навикавању на напор, умор, тегобе, болове и муке; да се сталним напрезањем челичимо како бисмо постали јаки, издржљиви и бољи; да угушимо у себи лични интерес, егоизам и ниске инстинкте, а да поштујемо принципе човечности и части. Културан човек се бори с недаћама и ужива да их савлађује; он се бори и против својих ниских пасија и жели да их обузда. Никаква елита није довољна ако је груба и дивља. Модерни олимпизам је школа моралне чистоте, племенитости душе и физичке издржљивости. Олимпијски покрет доприноси пацифизму, да се нађе пут миру и спокојству, срећи међу народима. Спорт развија љубав према клубу, пријатељима, породици, према друштву, нацији и човечанству. Код правог спортисте није циљ само победа, него лепа, фер борба. Ту треба да се троше активност, енергија људи насупрот дивљим инстинктима и варварским обичајима…— Светомир Ђукић, о спорту и Летњим олимпијским играма у Стокхолму
Године 1919, одржана је оснивачка седница Југословенског олимпијског одбора где је Светомир изабран за потпредседника и у тој функцији предводио је југословенске спортисте на четири олимпијаде и то у Анверсу 1920, Паризу 1924, Амстердаму 1928. и Берлину 1936. године, а такође је био један од иницијатора кандидовања Краљевине Југославије, Београда за домаћина Међународног олимпијског комитета 1938-39. године и петнаестих олимпијских игара 1948. године.
Живећи у емиграцији до краја живота, јавно се 1948. одрекао доживотног чланства у МОК-у, у корист новоформиране Југославије како би имала свог актуелног и активног представника у Међународном олимпијском комитету и, тако, уступио позицију инж. Станку Блодеку, написавши најкраћу могућу оставку која је гласила „Подносим оставку на чланство у МОК јер више нисам у могућности да заступам интересе земље коју представљам”.

### Балкански ратови (1912-1913)
Као официр војске Краљевине Србије учествовао је у Првом и Другом балканском рату у којима се показао као храбар војник и добар хроничар.
Као капетан у београдском седмом пешадијском пуку пр. позива Дунавске дивизије пр. позива „Краљ Петар Први“, учествовао је у Кумановској бици под командом потпуковника Александра Глишића, који је погинуо 23. октобра оставивши тада Ђукића као најстаријег капетана на том делу фронта. Повратили су Сртевицу и утицали на успех Кумановске битке. Након тога учествовао је у бици код Битоља.
У Другом Балканском рату учествовао је у бици на Брегалници до примирја са Бугарима, након чега је ратовао против Арнаута код Галичника и Дебра. У јесен 1913. унапређен је у чин мајора.

### Први светски рат (1914-1918)
Вест о атентату на престолонаследника Франца Фердинанда дочекао је у Паризу на скупу Међународног олимпијског комитета, када су добили хитно наређење да се првим возом врате у отаџбину, што су и урадили. Сви који су били остали после њих у Аустрији су били ухапшени и задржани у ропству, попут војводе Путника.

Када је Аустрија објавила рат Србији, Мајор Ђукић је био одређен за команданта одреда на Милићевом брду, одакле је водио одбрану Београда од стране Аустријских напада са Панчева. Под његовом командом су, поред његовог батаљона од две чете, стављени још батаљон трећег позива и једна Дебанжова батерија. После неколико дана прекомандован је за команданта две чете на Аду Циганлију. Мајор Ђукић је 27. августа 1914. командовао ослобађање Земуна. Са њим је тада ишао свештеник Николај Велимировић. Због ове акције командант Одбране Београда, генерал Михаило Живковић у својој  „Релацији одбране Београда“ од 24. септембра 1914. предложио је мајора Ђукића за одликовање.

„Мајор Ђукић се показао енергичан и храбар. Био је опкољен и пробио се кроз непријатељске редове. У овим борама је погинуо мађарски пуковник, командант 32. хонведског пука. Пуковници Туфегџић и Лешјанин предложили су да се мајор Ђукић унапреди у следећи чин и да се одликује Карађорђевом звездом са мачевима. Слажем се са предлозима. Генерал Мих. Живковић, почасни ађутант Њ. В. Краља”

Генерал Живковић у релацији Одбране Београда. Број 389.
У рану зору Београђани су чули нашу трубу на Царском земљишту, скакали су из кревета, стрчавали низ Калемегдан до Саве, грлили се, честитали једни другима… Предводник Котур, дође до мене и поче: Господине мајоре, пет векова чекамо да нам дођете са оних брда.… Ја на челу, лево од мене Николај с крстом у руци. Са обе стране непрегледне масе свет, кличу Живели! На зградама српске тробојке. Звона звоне без престанка…— Светомир Ђукић о ослобођењу Земуна

Након ослобођења Земуна, са два батаљона и ескадроном коњице, упућен је као побочница Прве армије ка Батајници. Након одступања Прве армије из Срема, мајор Ђукић и његов батаљон су се вратили на Аду Циганлију. Борба на Ади Циганлији је кренула 9. септембра. Сутрадан у осам сати ујутру, непријатељ је кренуо у напад, када су српске снаге отвориле ватру с целе линије на острву, са обреновачког пута и Бановог брда. Аустријски пуковник Аугуст Шмит је био погођен бомбом, након чега се аустријска војска повукла. Српска војска је имала 18 погинулих, међу којима је био један официр, и 26. рањених. Непријатељеви губици: 314 погинулих (један пуковник, један мајор и два официра) и 35 рањених, остављених на острву. 

Поштована госпођице, са тешким срцем и болом у души, иако смо непријатељи, принуђени смо да Вам први јавимо тешку вест да је Ваш неумрли тата, херој официр и командант 32. аустријског пука, данас херојски пао на челу свог пука, бранећи свог Цара, своју земљу и своју заставу, а у тешкој борби на српском земљишту у Ади Циганлији. Иако сте изгубили оца, имате њим да се поносите, јер је херојски и достојно једног витеза-хероја пао на пољу части. У исто време Вас извештавамо да смо данашњом упутницом послали Вам 4.000 круна, који смо новац нашли у џепу Вашег покојног оца са писмом и молимо Вас да нас о пријему овог новца известите, јер нам је много стало до тога да примите и новац и писмо. Вашег оца достојно смо сахранили са свим почастима, обележавајући његов гроб једном примерном крстачом, тако да кад се сврше ратне операције и заведе мир, Ви можете са Вашом поштованом породицом доћи у Србију и наћи тело Вашег тате пристојно сахрањено и гроб очуван. Примите наше најискреније витешко саучешће, да Вама и осталима Вашима Бог подари дуг и срећан живот.

Српски официри на челу са мајором Ђукићем, писмо ћерци аустријског потпуковника Аугуста Шмита, 1914.
У новембру Ђукићев седми пешадијски пук који је био у саставу Одбране Београда упућен је ка Обреновцу као појачање. Наређено му да одступа правцем према Торлаку и даље, као заштитница а после доласку на Космај, преузеће дужност начелника штаба код труба за одбрану Космаја. Након одбране Космаја мајор Ђукић се вратио на Аду Циганлију где је бранио Београд све до краја јануара 1915. када је премештен и одређен за команданта батаљона у 13. пуку, у дивизији пуковника Војислава Живановића.

Повлачењем српске војске учествовао је у Албанској голготи и одбрани српске војске. После кратког боравка на Крфу постављен је за војног заповедника на Крфу и шефа војно-политичке цензуре када се ставља на страну Беле руке. У својим записима као свој најзначајнији допринос мајор Ђукић наводи враћање војводе Живојина Мишића на место команданта прве армије, када је Николи Пашићу донео записнике са седнице команданата армије у Пећи које му је поверио војвода Мишић. До тада се војводи Мишићу погрешно приписивало да је, у случају неуспешног контранапада, предложио предају српске војске. Након што је Пашић видео записник који су потписали Степа Степановић, Живојин Мишић, Павле Јуришић Штурм и Михаило Живковић, тражио је копије и кратко након тога војвода Живојин Мишић је враћен на место команданта прве армије. Као шеф цензуре, открио је писма црнорукаца која су касније коришћена у Солунском процесу. 
Септембра 1918. учествује у пробоју Солунског фронта, као командант батаљона 10. пука Шумадијске дивизије, која је имала истакнуту улогу у пробоју Солунског фронта.
Када се завршио Први светски рат 1918. посебна делегација из Лазаревца је посетила мајора Светомира Ђукића. Мајке и очеви дошли су да се захвале војсковођи што им је сачувао децу. Јединица којом је он командовао изгубила је само једног војника.
Његови подвизи у Првом светском рату су пренети у лондонском часопису Тид-Битс, који му приписује победу над аустроугарском војском од 40-50.000 војника.

### Међуратни период
После рата одлази на службу у Загреб и добија чин потпуковника. Затим следе службовања у Велесу, где се и оженио, па у Сарајеву, Бањалуци, Битољу, Осјеку и Скопљу, где је 1940. пензионисан на положају помоћника команданта Треће армије, у чину дивизијског генерала. Носилац је седам ордена и медаља за јунаштво и храброст исказану у ратовима за ослобођење Србије, од Куманова до ослобођења 1918. године.
У Краљевини Југославији био је водећа личност олимпијског покрета.

### Други светски рат (1941-1945)
Иако пензионисан 1940, учествовао је активно у пучу 27. марта 1941. С почетком 1942. године на позив Врховне команде Југословенске војске у отаџбини, под командом генерала Драже Михаиловића, прикључио се њиховом Врховном штабу. Именован је за команданта Штаба за Северне Крајеве, где није било већих активности.
Представници Народноослободилачке војске су одржали тајни састанак са генералом Ђукићем у предграђу Београда октобра 1944. нудећи му исти чин за прелазак на њихову страну, што је одбио.
Половином априла 1945. Ђукић се срео са Дражом Михаиловићем који му је наложио да се сретне са поглавником Независне Државе Хрватске Антом Павелићем. Ђукићу је наложено да затражи од Павелића безбедан пролазак четницима кроз хрватску територију, као и помоћ у храни и муницији. У Загреб је стигао 17. априла. Са њим је ишао и инжењер Владимир Предавац, син потпредседника ХСС Јосипа Предавца.
Ови преговори су били искључиво вођени између четника Драже Михаиловића и хрватских државника, без учешћа представника нацистичке Немачке. Првог дана Ђукић и Предавац су имали састанак са Павелићем и Андријом Артуковићем. Другог дана Ђукићу су се придружили мајор Жика Андрић и Михаиловићев представник Ранко Брашић, док су уместо Артуковића разговорима присуствовали генерали Ђорђе Грујић и Вјекослав Макс Лубурић. Трећи и последњи састанак је одржан 22. априла, пошто је Лубурић отпутовао за Босну, где су војници НДХ у то време масакрирали заробљене четнике Павла Ђуришића. После последњег састанка, Павелић је пристао на Ђукићеве захтеве. Ово је Павелић потврдио у својој књизи „Хрватска држава живи“ (1949).
Ипак, за нешто мање од три недеље је наступио потпуни слом НДХ, па до реализације Михаиловићевог захтева за слободним пролазом није дошло. Генерал Ђукић је наставио у Италију на преговоре са савезницима, који су га задржали у савезничком избегличком логору у Еболију у Италији, где је провео две године (1945-1947), а затим још једну годину у логору Минстер у Немачкој, до маја 1948. године.

### Изгнанство и смрт
После рата је остатак живота провео у избеглиштву у Западној Немачкој где је радио краће време у администрацији окупационих снага, а затим након болести 1952, задње године свог живота провео у старачком дому у Дуизбургу, у коме је октобра 1960. у својој 78. години умро. Посмрти остаци су му пренети 19. октобра 2002. у завичај и положени у гробници порте цркве Успења Пресвете Богородице у Ражани, уз војне почасти и у присуству највиших функционера државе, војске, потомака и Југословенског олимпијског комитета. Тиме је испуњена његова последња жеља да буде сахрањен у родном крају.

### Породица
Оженио се са Александром Помазановом, рођ. Лукиничном, Рускињом која је 1917. побегла у Србију, са којом је имао двоје деце, ћерку Татјану (Београд, 1928) и сина Душана (Сарајево, 1931), која су га пратила током Другог светског рата. Након његове емиграције, она су остала у Србији и била ухапшена. Били су затворени у седишту ОЗНЕ на Обилићевом венцу и саслушавани од стране Слободана Пенезића Крцуна. Године 1946. донета је одлука о конфискацији породичне куће од 84m² и припадајућег плаца на Вождовцу. Његов син, примаријус др Душан Ђукић је 2011. године био председник Удружења припадника Југословенске војске у отаџбини. Преминуо је 2020. године и сахрањен је на Централном гробљу у Београду. Ћерка Татјана Павловић након Другог светског рата више никада није видела свог оца. Преминула је 2024. године и сахрањена је на Новом гробљу у Београду.

## Наслеђе и спомен обележја
У центру Косјерића је подигнута Олимпијска чесма, посвећена генералу Светомиру Ђукићу. У организацији Скупштине општине Косјерић и Српског олимпијског комитета сваке године одржавају се Олимпијски дани као успомена на лик и дело Светомира Ђукића. Меморијал се завршава великом атлетском трком под називом „Олимпијски трофеј“ у којој учествују ученици средњих и основних школа а после тога се одржава трка на 4.000 m професионалних атлетичара. У Ваљеву је подигнут споменик Светомиру Ђукићу на деоници где се одржава меморијална трка „Генерал Светомир Ђукић“. Спомен парк посвећен њему се налази у Ражани.
Документарни филм „Генерал Светомир Ђукић“ снимљен је од стране режисера Огњена Ракчевића и Милана Тодоровића 2020. године. У њему мозаик животне приче генерала Ђукића склапа глумац Миодраг Мики Крстовић заједно са Светомировим потомцима, војним аналитичарима, хроничарима спорта, историчарима и спортистима. Филм је током Летњих олимпијских игара 2024. приказан у Српској кући у Паризу.
Олимпијски комитет је створио признање за допринос олимпизму и јачању олимпијског покрета са називом „Олимпијско срце – Генерал Светомир Ђукић“
Некадашња хала Партизан у Ваљеву је реконструисана и добила нови назив Дом спортова „Светомир Ђукић“
Улице са његовим именом се налазе у Београду, Ваљеву и Пожеги.

## Дела
Објавио је велики број романа и чланака, непотписаних или под псеудонимима Витомир Браничевски и Дивчи Бери (Divči Barry), неки од њих су:
- Вера и инстинкт самоодржања као најважнији фактор морала – Београд 1905
- Четовање – Београд, 1908
- Закон надмоћности у историји: философска разматрања – Београд, 1908
- Битка на Битољу: утисци и белешке – Београд, 1913
- У морском купалишту: слике из наших кругова у Црквеници – Загреб, 1921 (као Витомир Браничевски)
- Командант на терену: решавање задатака у рату, на маневру, ратној игри или на карти – Крагујевац, 1923
- Тамо Далеко...: Историјски роман из одступања српске војске преко Албаније и Црне Горе, са Солунског фронта и повратак у отаџбину – Београд, 1928 (Дивчи Бери)
- Људи чврсте руке – Сарајево; 1930
- Младој Југославији: људи чврсте руке – Београд, 1931
- О пацифизму – Сарајево, 1931
- Дисциплина, морал, част – Сарајево, 1934
- Из шуме у емиграцију – Дражине поруке Павелићу – Буенос Ајрес, 1955

Велики део текстова је обједињен у две књиге „Мемоари генерала Светомира Свете Ђукића“ Балкански ратови и Први светски рат, издавача Медија центар „Одбрана“ 2015. године.

## Одликовања

### Домаћа одликовања
- Орден белог орла 4. реда
- Орден Југословенске круне 3. реда
- Орден белог орла са мачевима 4. и 5. реда
- Златна медаља за храброст
- Сребрна медаља за храброст
- Медаља краља Петра I
- Споменица за ослобођено Косово 1912.
- Спомен-крст 1913.
- Споменица на Први светски рат 1914—1918.
- Албанска споменица

### Инострана одликовања
- Орден Полонија Реститута 2. реда, Пољска

## Галерија
- Светомир Ђукић предаје бадњак на Божић Николи Пашићу, Крф 1917.
- Светомир Ђукић са Краљем Александром Карађорђевићем, Врњци 1927.
- Генерал Светомир Ђукић са породицом (с лева на десно); мајка Драгиња, ћерка Татјана, син Душан, жена Александра, усвојени син Константин и генерал Светомир Ђукић
- Велес 1926.
- Пуковник Светомир Ђукић и официри пука, Велес 1926.
- Светомир Ђукић на отварању споменика краљу Александру Карађорђевићу у Битољу, 1937.
- Слава коњичког пука, 1938.
- Генералштабно путовање, Левиновац, 1938.
- Битољ, пре Другог светског рата, испред Соколане. Генерал Светомир Ђукић у средини
- Пренос посмртних остатака генерала Светомира Ђукића, Црква Покрова Пресвете Богородице у Ваљеву, 2002.
- Полагање посмртних остатака генерала Светомира Ђукића у порти Цркве Успења Пресвета Богородице у Ражани, 2002.
- Биста генерала Светомира Ђукића на изложби „Пут правих вредности” САНУ, 2021.[30]